# János Mátyus
János Mátyus (* 20. Dezember 1974 in Győr) ist ein ehemaliger ungarischer Fußballspieler.

## Karriere
Mátyus spielte bei Honvéd Budapest und Ferencváros Budapest, bevor er seine ungarische Heimat verließ. Seine erste Auslandsstationen war 2000 der FC Energie Cottbus in der deutschen 2. Liga, mit denen er im selben Jahr als Drittplatzierter den Aufstieg in die Bundesliga schaffte. 2002 zog es ihn weiter nach Schottland zu Hibernian Edinburgh. Nach einer Saison wechselte Mátyus wieder in den deutschsprachigen Raum: nach Österreich zum FC Admira Wacker Mödling. Ab 2005 spielte er wieder in Ungarn für den Győri ETO FC, seinen alten Verein Ferencváros Budapest und den FC Tatabánya.